# Luis Melgarejo
Luis Melgarejo (La Zubia, Granada, 1977) es un poeta español.
Ha publicado hasta la fecha los libros de poesía: Libro del cepo (Hiperión, Madrid, 2000), con el que obtuvo el XV Premio de Poesía Hiperión, Los poemas del bloqueo (Granada Literaria, Ayuntamiento de Granada, Granada, 2005), actualizado y reeditado en 2009 en la editorial Cuadernos del Vigía, título merecedor del II Premio de Poesía Zaidín-Javier Egea y Tiritañas y guiñapos (Saltadera, Oviedo, 2017). Sus poemas se han recogido en revistas y en antologías de poesía española contemporánea a ambos lados del Atlántico. Desarrolla proyectos creativos con el guitarrista argentino Esteban Jusid, con el artista plástico granadino Iván Izquierdo y con el colectivo La Palabra Itinerante, con el que investiga en diversos ámbitos como la poesía escénica, la pedagogía literaria y otros soportes de comunicación y acción cultural.

## Antologías
- Todo es poesía en Granada. Panorama poético (2000-2015). José Martín de Vayas (antólogo). Granada: Esdrújula Ediciones, 2015.